# رزینا آنسلمی
رُزینا آنسلمی (انگلیسی: Rosina Anselmi; ۲۶ ژوئیهٔ ۱۸۸۰ – ۲۳ مهٔ ۱۹۶۵) یک هنرپیشه اهل ایتالیا بود.
از فیلم‌هایی که وی در آن نقش داشته‌است، می‌توان به دبران و همسریاب اشاره کرد.